# Brixia sandrangatensis
Brixia sandrangatensis är en insektsart som beskrevs av Synave 1956. Brixia sandrangatensis ingår i släktet Brixia och familjen kilstritar. Inga underarter finns listade i Catalogue of Life.